# Jōshirō Maruyama
Pour les articles homonymes, voir Maruyama.
Jōshirō Maruyama (丸山 城志郎, Maruyama Jōshirō) est un judoka japonais né le 11 août 1993 à Miyazaki. Il a remporté la médaille d'or aux championnats du monde 2019 (Japon) à Tokyo et aux championnats du monde 2021 à Budapest (Hongrie) dans la catégorie des moins de 66 kg.

## Biographie
Jōshirō Maruyama, est né le 11 août 1993, dans la ville japonaise de Miyazaki.
Il remporte 2 fois les championnats du monde (2019 et 2021),et il finira aussi 2 fois vice-champion du monde (2022 et 2023). Il est connu pour sa rivalité avec le judoka Hifumi Abe double Champion Olympique (Tokyo en 2020-2021 et Paris en 2024).Son père est le judoka Kenji Maruyama ,il aura gagné les jeux D’Asie à Osaka (1991) et aura participé aux Jeux Olympiques de Barcelone (1992).
Le 17 février 2025, Jōshirō Maruyama annonce qu'il se retire officiellement de la scène profesionnelle du judo.

## Palmarès

### Compétitions internationales
| Année | Compétition           | Lieu     | Résultat | Catégorie      |
| ----- | --------------------- | -------- | -------- | -------------- |
| 2018  | Jeux asiatiques       | Jakarta  | 2e       | Moins de 66 kg |
| 2019  | Championnats du monde | Tokyo    | 1er      | Moins de 66 kg |
| 2021  | Championnats du monde | Budapest | 1er      | Moins de 66 kg |
| 2022  | Championnats du monde | Tachkent | 2e       | Moins de 66 kg |
| 2023  | Championnats du monde | Doha     | 2e       | Moins de 66 kg |

### Masters mondial, Tournois Grand Chelem et Grand Prix
| Année | Compétition     | Lieu       | Résultat | Catégorie      |
| ----- | --------------- | ---------- | -------- | -------------- |
| 2016  | Grand Prix      | Almaty     | 1er      | Moins de 66 kg |
| 2017  | Grand Chelem    | Tokyo      | 2e       | Moins de 66 kg |
| 2018  | Grand Chelem    | Paris      | 2e       | Moins de 66 kg |
| 2018  | Grand Prix      | Hohhot     | 1er      | Moins de 66 kg |
| 2018  | Grand Chelem    | Osaka      | 1er      | Moins de 66 kg |
| 2018  | Masters mondial | Guangzhou  | 1er      | Moins de 66 kg |
| 2019  | Grand Chelem    | Düsseldorf | 1er      | Moins de 66 kg |
| 2019  | Grand Chelem    | Osaka      | 2e       | Moins de 66 kg |
| 2022  | Grand Chelem    | Tokyo      | 1er      | Moins de 66 kg |
| 2024  | Grand Chelem    | Paris      | 2e       | Moins de 66 kg |